# Alejandro Arribas
Alejandro Arribas Garrido (Madrid, 1 de mayo de 1989) es un exfutbolista que jugaba de defensa, empresario y director deportivo español, que actualmente es presidente y máximo mandatario del FC Cartagena, equipo que milita en la Primera Federación. Es hermano del entrenador de fútbol Jesús Arribas.

## Trayectoria

### Como jugador
Se formó en las categorías inferiores del Club de Fútbol Rayo Majadahonda jugando para el club hasta que es fichado por el Rayo Vallecano en el 2008.
Jugó en el Rayo Vallecano "B" durante la primera mitad de la temporada 2008-09, siendo cedido al C. D. A. Navalcarnero para la segunda vuelta, donde debutaría en la Segunda División B.
En la temporada 2009-10 se afianzó como central titular en el Rayo Vallecano "B", equipo con el que consiguió el ascenso a Segunda División B.
En esa misma temporada fue convocado por el técnico Pepe Mel para el partido contra el Levante U. D. en el que pese a empezar el partido como suplente se produciría su debut con el primer equipo debido a la lesión Pelegrín y la expulsión de Salva al comenzar el segundo tiempo.
En la temporada 2010-11 pasó a ser jugador de pleno derecho del Rayo Vallecano, afianzándose como titular en el comienzo de la misma. Tras una campaña donde la plantilla del Rayo pasó meses sin cobrar, consiguieron el tan ansiado ascenso directo a la Primera División.
El 28 de junio de 2012 se hizo oficial su fichaje por el C. A. Osasuna para las tres próximas temporadas, tras acabar contrato con el club de Vallecas.
El 25 de julio de 2014 rescindió su contrato tras el descenso a la Segunda División. Dos días después se hizo oficial su fichaje por el Sevilla F. C. para las dos próximas temporadas.
El 26 de junio de 2015 se hizo oficial su fichaje por el Deportivo de La Coruña para las tres próximas temporadas con opción a una cuarta, tras rescindir el contrato que lo vinculaba al Sevilla F. C.
El 8 de diciembre de 2017 se hizo oficial su traspaso al Club Universidad Nacional de México para el Torneo Clausura 2018.
El 30 de julio de 2019 firmó por el Real Oviedo. Después de dos campañas en el conjunto ovetense, el 28 de diciembre de 2021 se confirmó su regreso a la Liga MX como refuerzo del F. C. Juárez. Allí también militó un par de temporadas y en agosto de 2023 volvió a Europa para jugar en el Kalamata F. C. griego.
En 2019 adquirió un porcentaje mayoritario del Club de Fútbol Rayo Majadahonda, convirtiéndose en el máximo accionista del club. Por este equipo fichó septiembre de 2024 para tratar de ayudar a ascender a la Primera Federación. Al término de la temporada 2024-25, Alejandro colgaría las botas como futbolista.

### Como presidente
El 17 de julio de 2025, se convierte en nuevo propietario del FC Cartagena, equipo que milita en la Primera Federación, adquiriendo el 100% de las acciones del club.

## Clubes

### Como jugador
Actualizado el 31 de mayo de 2025.
| Club                                                      | Div.          | Temporada     | Ligs  | Ligs  | Copas nacionales | Copas nacionales | Torneos internacionales(1) | Torneos internacionales(1) | Total | Total |
| Club                                                      | Div.          | Temporada     | Part. | Goles | Part.            | Goles            | Part.                      | Goles                      | Part. | Goles |
| --------------------------------------------------------- | ------------- | ------------- | ----- | ----- | ---------------- | ---------------- | -------------------------- | -------------------------- | ----- | ----- |
| C. D. A. Navalcarnero · España                            | 2.ª B         | 2008-09       | 15    | 1     | ―                | ―                | ―                          | ―                          | 15    | 1     |
| C. D. A. Navalcarnero · España                            | Total club    | Total club    | 15    | 1     | ―                | ―                | ―                          | ―                          | 15    | 1     |
| Rayo Vallecano · España                                   | 2.ª           | 2009-10       | 2     | 1     | 1                | 0                | ―                          | ―                          | 3     | 1     |
| Rayo Vallecano · España                                   | 2.ª           | 2010-11       | 38    | 0     | 0                | 0                | ―                          | ―                          | 38    | 0     |
| Rayo Vallecano · España                                   | 1.ª           | 2011-12       | 34    | 1     | 2                | 0                | ―                          | ―                          | 36    | 1     |
| Rayo Vallecano · España                                   | Total club    | Total club    | 74    | 2     | 3                | 0                | ―                          | ―                          | 77    | 2     |
| C. A. Osasuna · España                                    | 1.ª           | 2012-13       | 34    | 2     | 1                | 0                | ―                          | ―                          | 35    | 2     |
| C. A. Osasuna · España                                    | 1.ª           | 2013-14       | 36    | 1     | 2                | 0                | ―                          | ―                          | 37    | 1     |
| C. A. Osasuna · España                                    | Total club    | Total club    | 70    | 3     | 3                | 0                | ―                          | ―                          | 3     | 3     |
| Sevilla F. C. · España                                    | 1.ª           | 2014-15       | 11    | 0     | 4                | 0                | 3                          | 0                          | 18    | 0     |
| Sevilla F. C. · España                                    | Total club    | Total club    | 11    | 0     | 4                | 0                | 3                          | 0                          | 18    | 0     |
| R. C. Deportivo de La Coruña · España                     | 1.ª           | 2015-16       | 31    | 2     | 0                | 0                | ―                          | ―                          | 31    | 2     |
| R. C. Deportivo de La Coruña · España                     | 1.ª           | 2016-17       | 23    | 0     | 3                | 2                | ―                          | ―                          | 26    | 2     |
| R. C. Deportivo de La Coruña · España                     | 1.ª           | 2017-18       | 3     | 0     | 0                | 0                | ―                          | ―                          | 3     | 0     |
| R. C. Deportivo de La Coruña · España                     | Total club    | Total club    | 57    | 2     | 3                | 2                | ―                          | ―                          | 60    | 4     |
| Pumas de la UNAM · México                                 | 1.ª           | 2017-18       | 18    | 1     | 2                | 0                | ―                          | ―                          | 20    | 1     |
| Pumas de la UNAM · México                                 | 1.ª           | 2018-19       | 23    | 0     | 4                | 1                | ―                          | ―                          | 27    | 1     |
| Pumas de la UNAM · México                                 | Total club    | Total club    | 41    | 1     | 6                | 1                | ―                          | ―                          | 47    | 2     |
| Real Oviedo · España                                      | 2.ª           | 2019-20       | 27    | 0     | 0                | 0                | ―                          | ―                          | 27    | 0     |
| Real Oviedo · España                                      | 2.ª           | 2020-21       | 32    | 2     | 1                | 0                | ―                          | ―                          | 33    | 2     |
| Real Oviedo · España                                      | 2.ª           | 2021-22       | 6     | 0     | 1                | 0                | ―                          | ―                          | 7     | 0     |
| Real Oviedo · España                                      | Total club    | Total club    | 65    | 2     | 2                | 0                | ―                          | ―                          | 67    | 2     |
| F. C. Juárez · México                                     | 1.ª           | 2021-22       | 15    | 1     | ―                | ―                | ―                          | ―                          | 15    | 1     |
| F. C. Juárez · México                                     | 1.ª           | 2022-23       | 27    | 0     | ―                | ―                | ―                          | ―                          | 27    | 0     |
| F. C. Juárez · México                                     | Total club    | Total club    | 42    | 1     | ―                | ―                | ―                          | ―                          | 42    | 1     |
| Kalamata F. C. · Grecia                                   | 2.ª           | 2023-24       | 17    | 0     | 1                | 0                | ―                          | ―                          | 18    | 0     |
| Kalamata F. C. · Grecia                                   | Total club    | Total club    | 17    | 0     | 1                | 0                | ―                          | ―                          | 18    | 0     |
| C. F. Rayo Majadahonda · España                           | 2.ª F         | 2024-25       | 11    | 0     | ―                | ―                | ―                          | ―                          | 11    | 0     |
| C. F. Rayo Majadahonda · España                           | Total club    | Total club    | 11    | 0     | ―                | ―                | ―                          | ―                          | 11    | 0     |
| Total carrera                                             | Total carrera | Total carrera | 403   | 12    | 22               | 3                | 3                          | 0                          | 428   | 15    |
| (1) Incluye datos de la Liga Europa de la UEFA (2014-15). |               |               |       |       |                  |                  |                            |                            |       |       |

## Palmarés

### Como jugador

#### Títulos internacionales
| Título                 | Club          | Sede     | Año  |
| ---------------------- | ------------- | -------- | ---- |
| Liga Europa de la UEFA | Sevilla F. C. | Varsovia | 2015 |